# Tócuaro
Tócuaro es un pueblo michoacano localizado a 14.3 km de Pátzcuaro, conocido por sus máscaras talladas en madera, utilizadas en las danzas que unen las tradiciones presentes y pasadas de Michoacán como la de Los Viejitos o la de Los Guerreros.